# Мирослав Завидовић
Мирослав Завидовић (Завидић), познат и као  Мирослав Хумски (? — 1196 или 1199), био је владар српске средњовековне области познате као „Хумска земља” или „Захумље”. На власт је дошао око 1165. године, а Захумљем је управљао до последње деценије 12. века. Столовао је у Стону.
Био је син рашког властелина Завиде, старији брат Великог жупана Стефана Немање, оснивача династије Немањића. Био је ожењен  сестром босанског бана Кулина. Оснивач је манастира Светог Петра на Лиму у Бијелом Пољу, за чије је потребе наручио писање данас чувеног Мирослављевог јеванђеља. Његови синови били су Тољен, Петар и Андрија.

## Кнез Мирослав у историографији
Брат Стефана Немање привлачио је пажњу историчара још у 19. веку. Љубомир Ковачевић се први опширније бавио његовим ликом у чланку "Запон хумског кнеза Петра". Неколико година касније, Иларион Руварац је у Годишњици Николе Чупића (бр. 10) објавио чланак "Мирослав, брат Стефана Немање", у коме је изложио њему познате биографске податке хумског кнеза, на основу тада познатих историјских извора. Константин Јиречек је 1892. године писао о Тољену, сину кнеза Мирослава. Исти аутор касније уноси познате податке о Мирославу у своју чувену "Историју Срба". Средином 20. века Михаило Динић је српској науци представио три нова документа из најраније историје Немањића, који су бацили нешто више светла на хумског кнеза Мирослава. Нови резултати ушли су у први том "Историје српског народа", који је уређивао Сима Ћирковић. У свом делу "Хумска земља у средњем веку", Синиша Мишић је допунио ова сазнања.

## Детињство и младост
О детињству и младости кнеза Мирослава не зна се ништа. Порекло Мирослава Завидовића, као и Стефана Немање, предмет је великог броја расправа. Читава библиотека радова о пореклу оснивача Немањића изродила је низ теорија. Данас се готово једногласно сматра да је Стефан Немања, а самим тим и Мирослав, био син Завиде. Међутим, док се у Немањино порекло од Завиде у почетку сумњало, да Мирослав потиче од овог владара није било места сумњи. Два историјска извора сведоче о Завидином очинству. Први је помен Завиде у Мирослављевом јеванђељу, чију је аутентичност коначно доказао Владимир Ћоровић. Други историјски извор представља ктиторски натпис кнеза Мирослава у цркви Светог Петра на Лиму. Забуну је стварало то што је у неким старим српским летописима Немања навођен као син кнеза Мирослава. Међутим, бројни документи из периода Стефана Немање то оповргавају.
Година рођења кнеза Мирослава такође није позната. Будући да је он, уз Тихомира и Страцимира, био старији брат Стефана Немање, морао је бити рођен пре 1113. године, када је, према писањима Светог Саве, рођен Стефан Немања. Идентитет Мирослављеве мајке није познат. Завида је био сродник владајуће рашке династије Вукановића. Отац му се у немирним временима друге деценије 12. века у Рашкој, изазваних борбама око престола, склонио у Дукљу. Завида се са Немањом касније вратио у Рашку. Са њима су дошли и Тихомир, Страцимир и Мирослав. Тибор Живковић је овај догађај хронолошки сместио у тридесете године 12. века, мада данас постоје и другачија мишљења.

## Долазак на власт
Није позната ни година Мирослављевог доласка на власт у Хуму. Он је свакако био кнез у време грађанског рата Немање и Тихомира. Будући да хронолошке податке из времена Немање добијамо из његових биографија, пре свега из житија које је саставио Свети Сава, оне представљају и главни извор за проучавање живота кнеза Мирослава Хумског. Хронолошким проблемом Немањиног доласка на власт у скорије време бавио се Срђан Пириватрић. Он је дао и преглед дотадашње литературе. Хронолошки подаци Светог Саве упућују на 1158/1159. годину као годину Немањиног доласка на власт. Међутим, они се не могу узети као апсолутно прецизни.
Изворима је добро поткрепљена претпоставка да је Мирослав дошао на власт почетком 1160-тих година. Миодраг Марковић је детаљно образложио датирање његовог ктиторског натписа у цркви Светог Петра на Лиму у 1161/1162. годину.. Управо је то било време када су се Завидини синови уздигли на политичкој сцени Рашке.
Хиландарски летопис бележи да је Немања дошао на власт током 24. године владавине византијског цара Манојла Комнина, што се пада у 1165/1166. годину. Након тога следи белешка да је у то време његов брат Мирослав био кнез у Хумској земљи, док су Далмацију држали Грци. Вредност ове информације за датирање почетка владавине кнеза Мирослава уочио је Небојша Порчић.

## Грађански рат Тихомира и Немање
Немањин сукоб са браћом довољно је познат историјској науци. Оснивач династије Немањића је као удеони кнез владао жупама Топлица, Ибар, Расина и Реке. Уколико се хронолошки подаци Светог Саве узму као исправни, он је овим земљама управљао током периода владавина жупана Уроша II, Десе и Тихомира. У периоду између 1158. и 1165. године дошло је до сусрета Немање и византијског цара Манојла I Комнина. Византијски цар доделио је Немањи на управу област Дубочицу (данашњи Лесковац) и одликовао га "царским сном". Био је то начин византијског цара да унесе раздор међу браћом, подржавши онога ко је у том тренутку имао најмање легитимитета да понесе великожупанску титулу. Срђан Пириватрић смешта почетак краткотрајне владавине кнеза Тихомира као великог жупана у 1165. годину. Историјско дело Јована Кинама доноси информацију да је у саставу византијске војске која је 1166. године кренула на Мађаре, под вођством Андроника Контостефана, учествовао и одред великог жупана Рашке.
Повод за Немањин сукоб са браћом је градња манастира Светог Николе у Куршумлији и Пресвете Богородице на ушћу Косанице у Топлицу. Био је то израз којим је Немања показао своје претензије над великожупанском титулом. Тиме је он отворено оспорио власт свога брата Тихомира. Мирослав Хумски је присуствовао састанку на коме је Немања ухваћен и затворен у пећини крај Раса. Заробљеништво није трајало дуго, будући да се помоћу присталица Немања успео ослободити и покренути грађански рат против браће. Мирослав је, заједно са Страцимиром и Тихомиром, побегао у Византију. Година одсудне битке код Пантина различито је навођена. Јованка Калић сматрала је да је до ње дошло 1168. године. Тихомир је погинуо удавивши се у Ситници, док су се Мирослав и Страцимир повукли са бојног поља. Манојло се измирио са браћом и оставио их на власти као удеоне кнежеве.

## Заједнички ратови Мирослава и Немање
Дубровачки извори помињу Мирослава као Немањиног најближег сарадника још пре него што је Немања 1177. године напао Дубровачку републику. Лукаревић, са друге стране, приповеда о Немањином и Мирослављевом освајању Дријева око 1172. године. Византијски историчар Никита Хонијат помиње Немањин поход на Хрватску, у склопу млетачко-византијског рата (1171-1172). Љубомир Ковачевић је сматрао да је управо Мирослав био предводник похода усмереног према области Омиша. Ова претпоставка изнесена је још пре него што су биле познате Лукаревићеве повеље које би јој могле дати потврду.
Мирослав је навукао на се прекоре папске курије и 1181. године проклетство папиног легата, што је узео заштиту неретљанске Качиће, који беху каменовали на смрт сплитског бискупа Рајнерија, и што је задржао за се бискупов новац. Сем тога, Мирослав је спречавао да се уреде односи и попуне места у некадашњим катедралним седиштима његове области.
Писмо барског епископа Гргура сплитском канонику Гвалтерију сведочи о нападима Стефана Немање на град Бар 1183/1184. године. Будући да је тада Немања, у садејству са угарским краљем Белом III, ратовао против Византијског царства, ослабљеног након смрти Манојла I и доласка малолетног Алексија II на власт, не изгледа вероватно да би у истом тренутку он могао ратовати и у Поморављу и у Приморју. Стога Ивана Равић износи претпоставку да су терет борби на Приморју преузели управо Мирослав и Страцимир. Мирослав био тако био вођа српског напада на Бар. На претпоставку упућује и познати одељак Гргуровог писма Гвалтерију, где каже да је дукљански кнез Михаило ab avunculis molestatus, тј. њега су притискали ујаци.

### Рат против Дубровника
Мирослав и Страцимир предводили су два српска напада на Дубровачку републику, током 1184. и 1185. године. Податке о овим борбама сачували су дубровачки архиви. Био је то први покушај српске државе да заузме богати трговачки град. Мирослав Завидовић је прикупио копнену војску, али Немањина браћа нису располагала довољним бројем бродова. Дубровачка таласократија спасла је град освајања. До поморске битке Дубровчана и Мирослављеве флоте дошло је код села Пољица, прекопута острва Колочепа, 18. августа 1184. године. Она је завршена потпуним поразом кнеза Мирослава. На исти начин је убрзо завршила и флота кнеза Страцимира, при нападу на Корчулу. Корчула је по традицији припадала хумском кнезу Мирославу. Мавро Орбин пише да је напад уследио пошто становници острва нису поштовали Мирослављева права. Дубровчани су помогли Корчулане да спале српске бродове, што је онемогућило освајање острва. Потом су поведени преговори.
Рат је обновљен 1185. године. Мирослав је предводио копнени напад на Дубровник. Дубровачки извори бележе да је Мирослав водио десетине хиљада војника, што не може одговарати истини. Иако је Мирослав спалио околину града, градске бедеме није имао шансе пробити. После недељу дана опсаде, 7. јула 1185. године, Мирослав је напустио околину Дубровника. Мировни споразум између Стефана Немање и Дубровчана закључен је следеће године. На сличан начин доживеће неуспех и напад краља Уроша на Дубровник у 13. веку.

## Сусрет са Фридрихом Барбаросом
Мирослав Завидовић се поново среће у историјским изворима приликом састанка светоримског цара Фридриха I Хоенштауфена са Стефаном Немањом у Нишу. Реч је о науци добро познатом догађају, који се десио приликом проласка војске немачког цара која се кретала ка Светој земљи. Пад Јерусалима 1187. године у руке ајубидског владара Саладина, након уништења јерусалимске војске у бици код Хитина, довела је до избијања Трећег крсташког рата. У њему су узели учешћа најмоћнији монарси тадашње Европе, попут Ричарда I Плантагенета, Филипа II Августа и Фридриха Барбаросе. Крсташка армија немачког цара била је најбројнија и кретала се тзв. балканском рутом, којом су прошли и учесници Првог крсташког рата. Анали Келна бележе да је 25. децембра 1188. године у Нирнберг дошло посланство рашког великог жупана, који су цару пренели жеље свог господара да угости домаћина у граду који жели учинити престоницом свога краљевства. Преко Угарске, крсташка војска доспела је на територију данашње Србије и, преко Београда и Браничева, пристигла у Ниш. До састанка је дошло 27. јула 1189. године. Фридриха су дочекали Стефан Немања и његов брат Страцимир. Мирослава помиње немачки хроничар Ансберт. Након размене поклона, Немања је Фридриху понудио војну сарадњу против византијског цара Исака II Анђела. Ансберт помиње да су Немања и Страцимир, заједно са њиховим трећим братом Мирославом (tertio fratre suo Mercilao) заузели "мачем и стрелама" град Ниш и узели Византинцима сву земљу до Сердике (Софије). Цар је учтиво одбио Немањину понуду, не желећи да се беспотребно сукобљава са хришћанима.
Потом су Страцимир и Немања изашли са другом понудом. Она је предвиђала брак између ћерке Бертолда, маркгрофа Истре и "војводе Далмације, такођезване Хрватска или Меранија" и сина њиховог брата Мирослава, кнеза Захумља и Рашке (comitis et principis Chelmenie etCrazzie), односно области које су се граничиле са Бертолдовим. Бертолд од Андрекса се заклео да ће се његова ћерка на дан Светог Ђорђа (24. април 1190) удати на Истри за Мирослављевог сина "Тохуа" (iuveni Тohu). Заузврат, Тоху је имао наследити свог оца у Хуму, са чим су се Немања и Страцимир сложили. Бертолд од Андекса припадао је породици Вителсбах, једној од најмоћнијих у царству. Његове области налазиле су се у суседству Немањиних. У томе је лежао и значај овог брака. Константин Јиречек је идентификовао такозваног сина Тохуа са Мирослављевим сином Тољеном. Мајка му је била сестра босанског бана Кулина. Сам Мирослав није био присутан на састанку, те се радило о закључењу брака у одсуству. Изгледа, међутим, да брак никада није био закључен. Фридрихов поход је пропао након цареве погибије у реци.

## Крај Мирослављеве владавине
Старија историографија без резерве је прихватила став да је Мирослав владао Хумом до своје смрти, до које је дошло између 1196. и 1199. године. Средином 20. века, међутим, појавила се повеља којом је Немања допуштао Сплићанима да слободно долазе у моју земљу "и сина ми Растка у Хумску земљу и сина ми Вука у Зету". Услед ових података јавило се мишљење да је Немања 1190. године одузео Мирославу Хумску земљу и поверио је на управу најмлађем сину Растку, у монаштву познат као Свети Сава. Растко је Хумом владао око две године, пре него што је отишао на Свету Гору. Веродостојности овој претпоставци доприносио је и уговор кога је Мирослав 17. јуна 1190. године склопио са Дубровчанима преко својих посланика, а из кога се сазнаје да се он тада није налазио у својој земљи. Најопширнија тачка уговора предвиђа под којим условима би се Мирослав могао склонити у Дубровник. Податак Јакова Лукаревића из 1194. године говори да је Стефан Првовенчани свргнуо са власти у Хуму извесног Пердику и поставио свог рођеног брата Радослава. Сви ови подаци говоре да је Мирослав владао у Хуму најкасније до 1190. године, када му се губи траг. Поједини историчари претпостављају да се Мирослав ипак налазио на челу Хума у време доласка Првовенчаног на рашки престо. Он се могао вратити у своју земљу након Растковог замонашења.
Међутим, ниједан извор не помиње сукоб између Немање и Мирослава око 1190. године. Видели смо како је неколико месеци раније Немања у име свога брата закључио споразум о склапању брака између Тољена и ћерке меранијског грофа. Папа Климент III је 25. новембра 1189. године адресирао једно своје писмо на име све тројице браће заједно. Небојша Порчић претпоставља да разлог због кога је Мирослав тражио азил у Дубровнику није био неки сукоб са братом, већ страх од византијске одмазде. Наиме, након пропасти крсташке војске Фридриха Барбаросе очекивао се напад Византије на Србију, до кога је заиста и дошло. Могуће је, такође, да је одредба о азилу само део дипломатичког формулара, будући да се среће и у каснијим сличним документима. Аутентичан потпис кнеза Мирослава на дну уговора доказ је да је документ безбедно стигао до кнеза, а потом назад у Дубровник. Чак су изнесене сумње у Расткову управу над Хумом. Прихватајући ову тезу, Мирослав је владао Хумом непрекидно до своје смрти.
Након Мирослава, у Хуму се код Лукаревића јавља извесни Пердика, кога Орбин назива Петром. Сумња се да је у одређеном тренутку дошло до сукоба Петра и Стефана Првовенчаног, што помиње Лукаревић, додуше са нетачном хронологијом. У сваком случају, Расткова управа над Хумом није довољно потврђена у изворима. Он је могао владати и неким делом Хума, који није потпадао под Мирослављеву власт. Такво решење наговештава и Мавро Орбин, који казује да је Мирослав владао у Хуму заједно са својим братом Страцимиром. Будући да Страцимир није имао потомака, Растко га је могао наследити на том делу Хума.

## Година смрти кнеза Мирослава
Година смрти кнеза Мирослава није позната, али се могу поставити хронолошке границе. Два историјска извора сведоче да је Мирослав умро између 1196. и 1199. године: 1) повеља краља Уроша I Хумској епископији из 1260. године; 2) писмо Немањиног најстаријег сина Вукана папи Иноћентију III из 1199. године. У првом документу помиње се златопечатни хрисовуљ кога је Стефан Првовенчани по доласку на власт 1196. године издао своме стрицу. У другом документу Мирослав се помиње као покојни.

## Потомство
Мирослав је био ожењен ћерком босанског бана Кулина, чије име није познато. Са њом је имао неколико потомака. Мавро Орбин пише о Мирослављевом наследнику Петру, који је након његове смрти протерао удовицу и десетогодишњег сина Андрију, и заузео Хумску земљу. Убрзо је Стефан Првовенчани покренуо поход на Хум, потиснуо Петра западно од реке Неретве и поделио источни део доделивши Андрији јужне, а своме сину Радославу северне крајеве. У историографији се појавило мишљење да је Петар био син кнеза Мирослава. Као доказ се сматрао податак Томе Архиђакона који помиње Тољена, нећака кнеза Петра, који је узнемиравао Сплићане после 1227. године, а умро 1239. године. Тољена такође и Андрија, који је засигурно био Мирослављев син, помиње као нећака. Из тога се претпостављало да су Петар и Андрија били браћа. Андрију као Мирослављевог сина помињу и Мавро Орбин и Лукаревић. Међутим, данас се Тољен из 1227. године не идентификује са Тољеном из 1189. године. Између та два помена прошло је много година, док је име Тољен било често у тадашњој Србији. Стога су претпоставке да су Тољен и Петар Мирослављеви синови недовољно поткрепљене.

## Задужбине и споменици писмености
Иза кнеза Мирослава остале су цркве задужбине као и бројни споменици писмености. Међу њима се свакако истичу ктиторски натпис на његовим задужбинама, цркви Св. Петра на реци Лим, у данашњем Бијелом Пољу и цркви Св. Козме и Дамјана на реци Буни (тзв. Благајски натпис ). Наручилац је израде Мирослављевог јеванђелистара, који важи за најлепшу српску и јужнословенску рукописну књигу у средњем веку. Доба кнеза Мирослава, осим војних похода, карактерише и својеврсна културна револуција, која се највише огледа у одбацивању званичног грчког и латинског језика и писма, и у коришћењу народног језика и писма, не само у службеним документима већ и у верској, односно црквеној пракси. По свему судећи, из тог доба, односно друге половине 12. века потиче и Хумска плоча, као и Надгробна плоча жупана Грде.